# پوشش رسانه‌ای تغییر اقلیم

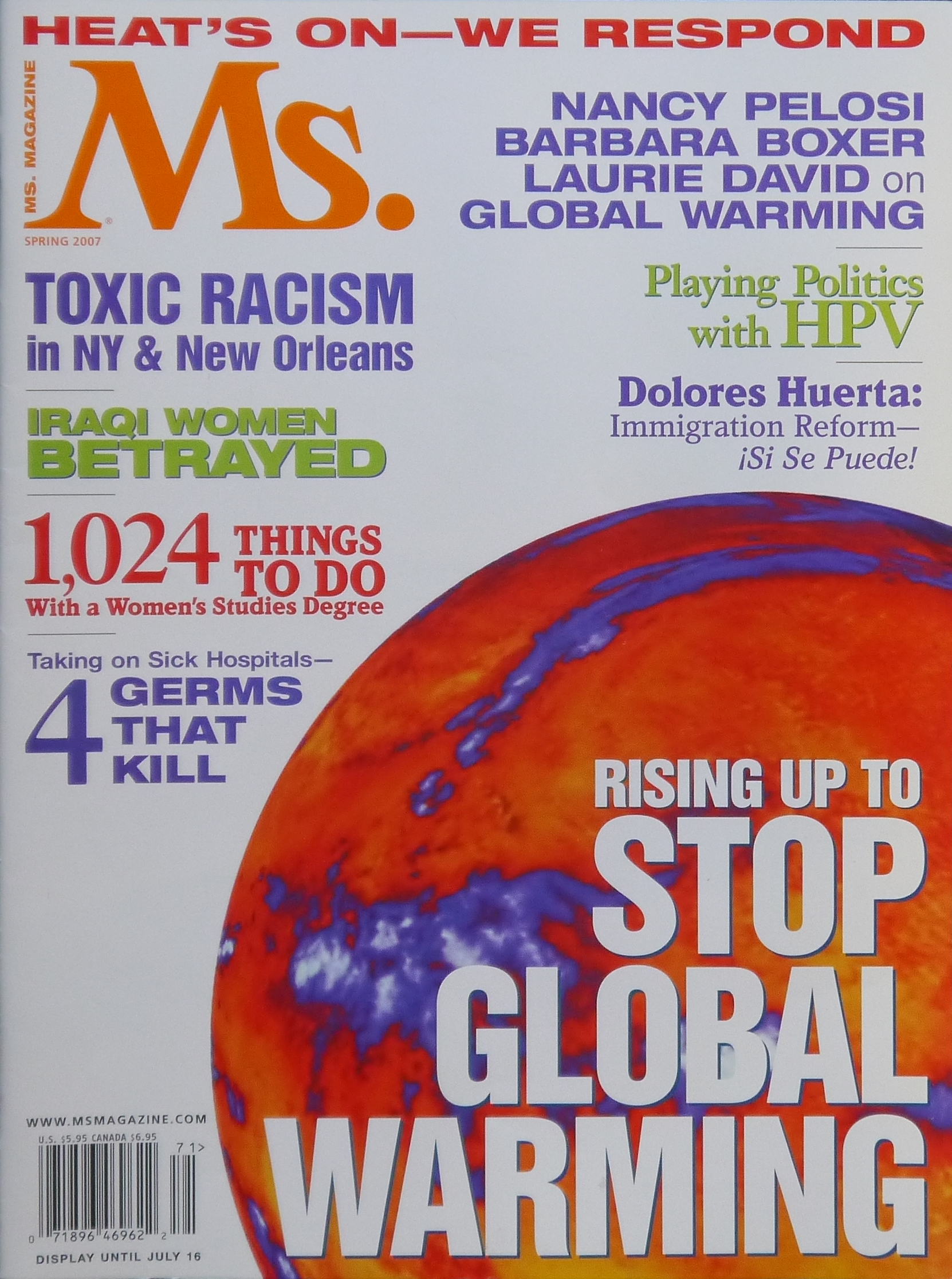
گرم شدن کره زمین جلد این شماره در سال ۲۰۰۷ مجله فمینیست لیبرال خانم خانم بود.

پوشش رسانه‌ای تغییر آب و هوا بر افکار عمومی در مورد تغییر آب و هوایی تأثیراتی داشته‌است، زیرا اجماع علمی دربارهٔ تغییر آب و هوا را نشان می‌دهد که دمای جهانی در دهه‌های اخیر افزایش یافته‌است و این روند ناشی از انتشار گازهای گلخانه‌ای ناشی از انسان است.
پژوهش‌های ارتباطات تغییر آب و هوایی نشان می‌دهد که پوشش رسانه‌ای رشد کرده و دقیق‌تر شده‌ است.
برخی از پژوهشگران و روزنامه‌نگاران بر این باورند که پوشش رسانه‌ای از سیاست‌های تغییر آب و هوایی کافی و منصفانه است، در حالی که برخی احساس می‌کنند که این پوشش مغرضانه است.